# TAKUTO
株式会社TAKUTO（たくと）は、大阪府大阪市中央区に本社を置く不動産会社。
2024年8月現在、大阪、東京、京都、兵庫、愛知で約41,700戸の賃貸不動産を管理する。
グループ会社として不動産売買仲介、不動産開発を行う株式会社TAKUTO INVESTMENTと、工事事業を行う株式会社プラスサム、ホテル事業を行うTAKUTO HOTELS、賃貸管理業の株式会社ワールドウィン・プロパティがある。

## 沿革
- 1998年 2月10日 株式会社宅都設立
- 1999年 不動産管理事業拡大に伴い有限会社宅都管理設立
- 2000年 法人社宅斡旋事業拡大に伴い法人営業部立上げ
- 2001年 本社を豊中市新千里東町に移転
- 2002年 有限会社宅都管理から株式会社宅都管理へ組織変更
- 2003年 フォルテ(有)を継承し(有)タクト設立
- 2007年 大阪市中央区高麗橋３-２-７ オリックス高麗橋ビル２Ｆに大阪支店開設
- 2010年 東京都千代田区にグループ会社(株)宅都リアルエステート設立
- 2011年 株式会社宅都ホールディングス設立　代表取締役 太田卓利就任
- 2012年 株式会社 宅都管理を 株式会社 宅都プロパティへ名称変更
  - 管理戸数10,000戸突破
- 2013年 大阪市淀川区に新大阪オフィス開設
- 2014年 管理戸数15,000戸突破
- 2015年 公式キャラクター「たくトン」誕生
- 2016年 管理戸数20,000戸突破
  - ライフサポート事業 株式会社スマサポ設立
- 2017年 入居者様向けイベント「宅都祭」を開催
  - ホテル・民泊事業部立ち上げ
- 2018年 株式会社 プラスサムを株式会社 宅都プロパティへ合併
  - 入居者向けアプリ「スマサポアプリ」提供開始
- 2019年 株式会社宅都ホールディングス 大阪対がん協会 がん啓発活動へ支援金を寄付
- 2020年 株式会社 TAKUTO INVESTMENT設立
  - 「LUXCARE HOTEL」開業[2]
  - 管理戸数30,000戸突破
- 2021年 ハウスコムグループへ賃貸仲介事業を譲渡[3]
  - 株式会社宅都プロパティ 代表取締役に太田卓利が就任
  - 株式会社宅都プロパティから株式会社TAKUTOへ社名変更・グループ組織体制変更[4]
  - 和歌山串本営業所開設
- 2022年 株式会社タイヨウ工業、株式会社サンビリーブ子会社化

## 事業所一覧
- 本社 大阪府大阪市中央区高麗橋3-2-7オリックス高麗橋ビル2F
- 東京オフィス 東京都中央区京橋3丁目7-5 近鉄京橋スクエア10F
- 名古屋オフィス 愛知県名古屋市中区大須1-7-14 パークIMビル2F
- 和歌山串本オフィス 和歌山県東牟婁郡串本町串本2429